# Klaus Ehrler

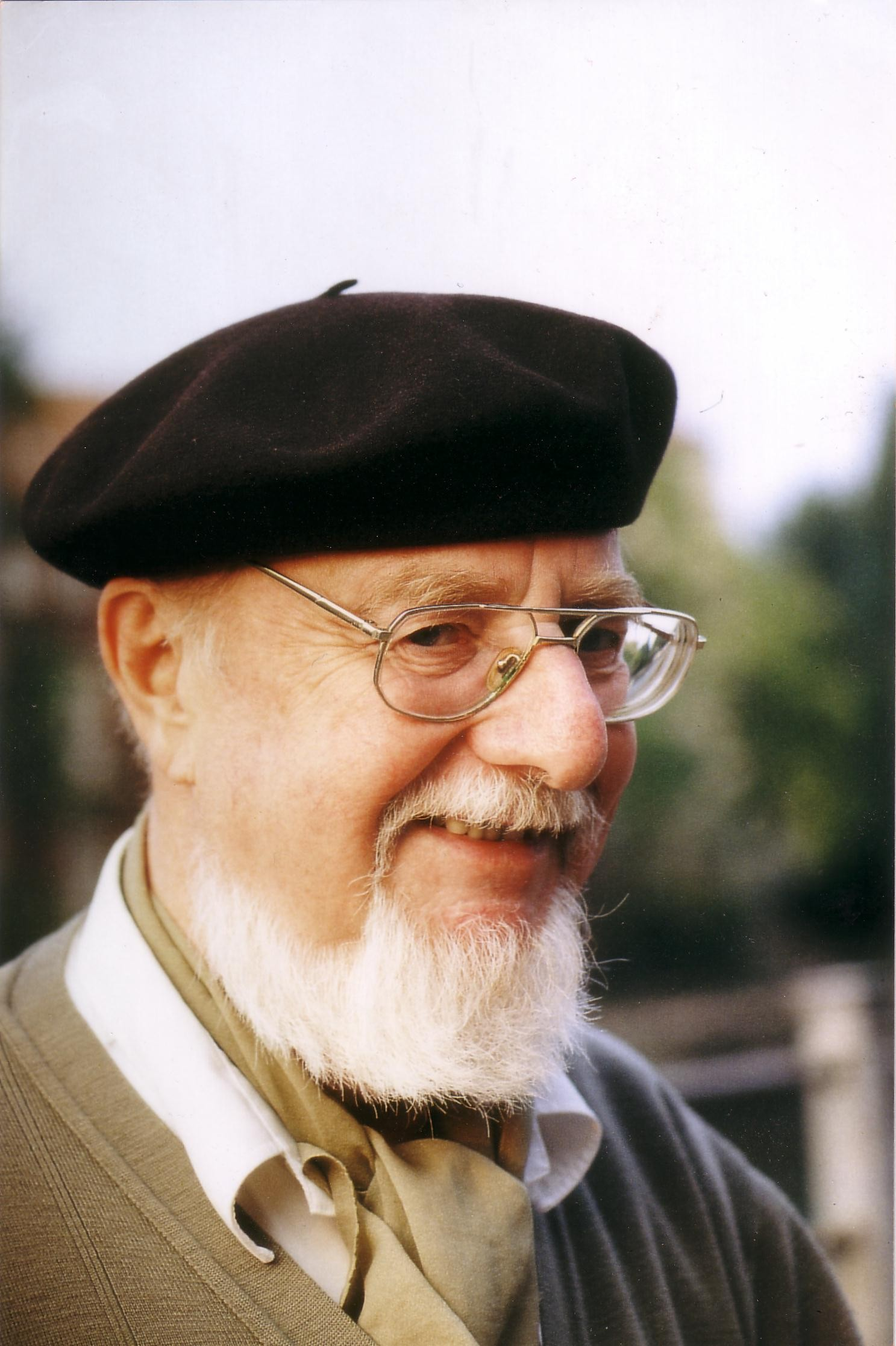
Klaus Ehrler

Klaus Ehrler (* 1930 in Leipzig; † 12. September 2005 in Berlin) war ein deutscher Historiker und Friedensaktivist.

## Leben
Ehrler kam aus einem bildungsbürgerlichen, christlich geprägten Elternhaus in Leipzig. Der Vater war Lehrer, seine Mutter stammte aus einer Lehrerfamilie. Seine Kindheit erlebte er in der Zeit des Nationalsozialismus. Obwohl noch ein Schuljunge, übte er sich schon im passiven Widerstand. Gemeinsam mit einem Freund trat er zum Wehrsport des Jungvolkes mit verbundenem Unterarm an und durfte zugucken. Bei Geländeübungen im Wald verlor das Duo gelegentlich den Kontakt zur Truppe und kehrte vorzeitig zurück. Dem Fähnleinführer blieb der Eskapismus nicht verborgen. Im Sommer 1942 wurden Klaus und sein Freund vor versammelter Mannschaft entehrt; der Fähnleinführer schnitt die Siegrune von ihren Uniformblusen und verdonnerte die Oberschüler zum Unkrautjäten. Von seinem Evakuierungsort Nossen aus sah Klaus Ehler das bombardierte Dresden brennen. Nach der Befreiung Deutschlands vom Nationalsozialismus arbeitete er zunächst als Dachdeckergehilfe. Später besuchte er wieder die Schule und schloss diese 1948 mit dem Abitur ab. Nachdem er aufgrund seiner sozialen Herkunft in Leipzig nicht zum Studium der Geschichte zugelassen wurde, trat er als Neulehrer in den sächsischen Schuldienst ein. Ab 1950 studierte er in West-Berlin Physik, wandte sich dann aber seiner eigentlichen Vorliebe, der Geschichte zu, studierte auch Philosophie, und schloss beides mit dem Magistergrad ab. Nach dem Studium fand er eine Anstellung als Lektor in der „Historischen Kommission“ zu Berlin. Als Student in den 1950er Jahren engagierte er sich gegen die Wiederbewaffnung und gegen die Atompolitik der Adenauer-Regierung und gehörte bald zum inneren Zirkel der studentischen Opposition. Diese Haltung führte zu Schwierigkeiten mit dem Leiter der Historischen Kommission, so dass er später die Leitung der Evangelischen Studentenwohnheime in West-Berlin übernahm. Der Generalsekretär der Christlichen Friedenskonferenz (CFK) ernannte ihn 1976 zum Stabsmitarbeiter in Prag. 1984 kehrte er nach West-Berlin zurück. Hier setzte er sich ein für Schritte guter Nachbarschaft zur umgebenden DDR bis hin zu ihrer völkerrechtlichen Anerkennung.
Ehrler hatte sich zu einem radikalen Pazifisten entwickelt. Unterstützt von einem phänomenalen Gedächtnis für geschichtliche Daten und Zusammenhänge, widmete er sich vor allem den längst vergessenen völkerrechtlichen Fortschritten, die einmal erreicht, aber z. T. wieder vergessen oder abgebrochen worden waren. Diese Daten wie z. B. den Briand-Kellogg-Pakt zur Ächtung des Angriffskriegs von 1928 versuchte er ins politische Gedächtnis zurückzuholen, indem er darüber sprach und schrieb. Er wandte sich dabei selbst an den drei Jahre später gewählten Papst Benedikt XVI. mit der Frage, warum der Vatikan diesen Vertrag nicht ratifizierte. Er schlug vor, den 17. Juni 1925, an dem das Genfer Protokoll zum Giftgasverbot unterzeichnet worden war, zum Weltabrüstungstag zu erklären. Die Parlamentarier des Bundestags erinnerte Klaus Ehrler an das Verbot des Luftkriegs, das 1899 auf der I. Haager Friedenskonferenz verabschiedet, auf der II. Haager Friedenskonferenz 1907 aber nicht verlängert worden war.
In einem Nachruf bei seinem Tod schrieb Dieter Kraft in der jungen Welt – nachgedruckt im Rundbrief des Vereins der Freunde des Hendrik-Kraemer-Hauses e.V.:

„„Ehrler hatte maßgeblichen Anteil an der UNO-Kooperation demokratischer NGOs. Als Historiker in der BRD mit Berufsverbot belegt, blieb er auch in der Friedensfrage unbestechlich.““

Ehrler war verheiratet und lebte seit 1995 im Ostteil von Berlin.
Der Nachlass Ehrlers, bestehend aus seinen Veröffentlichungen, aber vor allem aus unveröffentlichten Manuskripten, befindet sich im Evangelischen Zentralarchiv in Berlin.

## Werke
- CDU in der DDR oder Was wir von unseren Brüdern und Schwestern lernen können. Köln : Plan-Verl., 1969
- Ingrid Ehrler (Hrsg.): Der Wettlauf zum Frieden. Klaus Ehrler in Texten und Kontexten. Pahl-Rugenstein Verlag, Bonn, 2007, ISBN 978-3-89144-393-4

### Aufsätze (Auswahl)
- Was in einem Anti-Barbarismus-Programm nicht fehlen sollte. Erinnerung an vergessene und ungenutzte Chancen, in: Aus Kirche und Welt. Festschrift zum 80. Geburtstag von Hanfried Müller, hg. von Dieter Kraft, Berlin 2006, S. 327ff.
- Das Münchener "Abkommen" – die völkerrechtswidrige Ermächtigung zur Okkupation. UTOPIE kreativ, H. 167 (September 2004), S. 838–849[2]
- Erinnerung als Friedensdienst, in: Neues Deutschland vom 28. August 2003, S. 3
- Tabu Luftkrieg – wie lange noch? Zur Ächtung des Luftkrieges, in: Blätter für deutsche und internationale Politik, Kommentare und Berichte – Ausgabe 05/2000 – Seite 552 bis 552[3]
- Lidice lebt – Lidice bleibt aktuell, in: Dokumentation zur Tätigkeit der Lidice-Initiative, Bremen 1992, S. 24f.
- Die V. ACFV im Spiegel der Presse, in Magazin "Christliche Friedenskonferenz" Nr. 61 II 1978, S. 11
- CFK-Studienkommissionen im Jahre 1977, in Magazin "Christliche Friedenskonferenz" Nr. 60 1978, S. 19f.
- Über die Arbeit der Studienkommissionen 1976, in: Magazin "Christliche Friedenskonferenz" Nr. 56 1977, S. 21ff.
- Europa 30 Jahre ohne Krieg – zur historischen Bedeutung des 8. Mai, in: Blätter für deutsche und internationale Politik, Heft 4, April 1975, S. 373ff.
- Verpflichtungen und Perspektiven der Bonner Vertragspolitik zwischen Helsinki und Belgrad, in: Blätter für deutsche und internationale Politik, Heft 9, September 1975, S. 971ff.
- Zur Initiative für einen Weltabrüstungstag, Sonderdruck aus: Blätter für deutsche und internationale Politik, Heft 3, März 1974
- Kriterien und Tendenzen der aktuellen Friedenspolitik in der Periode des Übergangs vom isolierten zum universellen Frieden, in: Friedensforschung und Friedenskampf, hg. von Gerhard Bassarak, Berlin 1972, S. 47ff.
- Rudolf Heß zum Beispiel, in: Blätter für deutsche und internationale Politik, Heft 6, Juni 1971, S. 555ff.
- Westberlin und Entspannung, in: Blätter für deutsche und internationale Politik, Heft 12, Dezember 1970, S. 1230ff.
- Frieden für Westberlin, Sonderdruck aus: Blätter für deutsche und internationale Politik, Heft 8, August 1968
- Die Chancen einer Doppelföderation für Westberlin, in: Blätter für deutsche und internationale Politik, Heft 11, November 1966, S. 1005ff.
- Vietnam, Berlin und die Studenten, in: Blätter für deutsche und internationale Politik, Heft 3, März 1966, S. 173ff.
- Der Moskauer Friedenskongress und die Arbeit des CFD in Berlin, in: Mitteilungsblatt des CFD Nr. 282, Oktober/Dezember 1962, S. 4f.
- Das Berlin-Problem vor seiner Lösung, in: Blätter für deutsche und internationale Politik, Heft 10, Oktober 1961, S. 926ff.
- Der Wettlauf zum Frieden, in: Blätter für deutsche und internationale Politik, Heft 4, April 1961, S. 341ff.
- Die deutsche Studentenbewegung vor neuen Aufgaben, in: Blätter für deutsche und internationale Politik, Heft 10, Oktober 1959, S. 863ff.
- Damals und Heute, in: "konkret", November 1958